# Ranchillos
Ranchillos är en ort i Mexiko.   Den ligger i kommunen Las Vigas de Ramírez och delstaten Veracruz, i den sydöstra delen av landet, 220 km öster om huvudstaden Mexico City. Ranchillos ligger 2 233 meter över havet och antalet invånare är 283.
Terrängen runt Ranchillos är kuperad åt sydost, men åt nordväst är den bergig. Runt Ranchillos är det ganska tätbefolkat, med 160 invånare per kvadratkilometer. Närmaste större samhälle är Xalapa, 19,8 km sydost om Ranchillos. I omgivningarna runt Ranchillos växer i huvudsak blandskog.